# Manesaíikos Potamós
Manesaíikos Potamós är ett vattendrag i Grekland. Det ligger i den centrala delen av landet, 150 km väster om huvudstaden Aten.